# روتکا-تارتاک
روتکا-تارتاک (به لهستانی:  Rutka-Tartak) یک روستا در لهستان است که در گمینا روتکا-تارتاک واقع شده‌است. روتکا-تارتاک ۴۱۰ نفر جمعیت دارد.